# Варнава (Санин)
Монах Варнава (в миру Евгений Георгиевич Санин; 10 июля 1954, Гурьев) — монах Русской Православной Церкви, русский писатель, драматург, поэт. Автор множества статей, брошюр и книг.

## Биография
Евгений Санин родился в городе Гурьев 10 июля 1954 года
Детство и юность проходили в городе Будённовск Ставропольского края.
В 1975 году окончил Львовское высшее военно-политическое училище по специальности — военный журналист.
С 1975 по 1981 годы — военный корреспондент и корреспондент ТАСС на БАМе.
По увольнении из армии, работал в областных газетах Вологодской, Волгоградской, Тульской и Московской областей, после чего полностью перешёл на писательскую работу.
10 октября 2009 года Евгения Санина постригают в малую схиму с именем Варнава, в честь преподобного старца Варнавы Гефсиманского Чудотворца.
После монашеского пострига монах Варнава выпустил множество книг. Сейчас некоторые из них переводятся на другие языки

## Примечание
1. ↑  Монах Варнава (Санин). Дата обращения: 19 января 2016. Архивировано 15 января 2016 года.
2. ↑  Книги монаха Варнавы переводят на другие языки. Дата обращения: 19 января 2016. Архивировано 18 января 2016 года.
3. ↑  Проза. Монах Варнава (Санин). Дата обращения: 19 января 2016. Архивировано 16 января 2016 года.
4. ↑  Поэзия монаха Варнавы. Дата обращения: 19 января 2016. Архивировано 18 января 2016 года.
5. ↑  Библиография. Дата обращения: 19 января 2016. Архивировано 14 января 2016 года.